# Assia Noris
Pour les articles homonymes, voir Noris.
Assia Noris, née Anastasia Noris von Gerzfeld  le 26 février 1912 à Saint-Pétersbourg et morte le 27 janvier 1998 à Sanremo, est une actrice italienne d'origine russe qui s'est illustrée en tant que vedette du cinéma des téléphones blancs.

## Biographie
Anastasia von Herzfeld est née à Saint-Pétersbourg, alors capitale de l'Empire russe, en 1912 : son père Baron Nikolai Karlowitsch von Herzfeld était un officier allemand, sa mère Marija von Herzfeld née Prodjaiko était issue de Petite Russie. Après la révolution russe, Assia Noris s'est réfugiée en France, puis en Italie en 1929. Elle a épousé le premier de ses cinq maris, l'Italien Gaetano d'Assia, dont elle a tiré son pseudonyme à l'écran.
Elle débute au cinéma en 1932 dans Trois Hommes en habit de Mario Bonnard (qui tournera l'année suivante une nouvelle version du même film pour le marché italien, Tre uomini in frak, avec Noris), mais sa renommée est surtout liée aux films réalisés par Mario Camerini (avec qui elle sera mariée de 1940 à 1943) et jouera en duo avec Vittorio De Sica.
Sa capacité à jouer le personnage de l'honnête fille a été l'un des éléments du succès de films tels que Monsieur Max (1937) et Les Grands Magasins (1939) : Assia Noris a conquis le public par sa beauté et son jeu fin et élégant, à la fois naïf et espiègle, devenant l'une des grandes divas du cinéma italien des années 1930 et 1940.

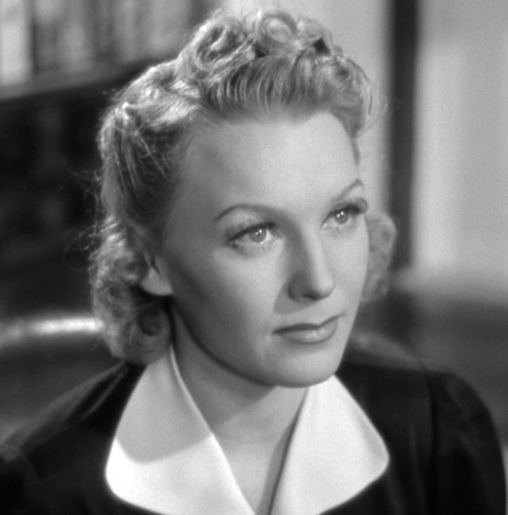
Assia Noris dans Les Grands Magasins (1939).

Elle incarne, aux yeux d'une génération d'Italiens, l'idéal de la femme avec un grand F, décrit dans les chansons de l'époque et dans les films des téléphones blancs, dont elle est peut-être l'actrice la plus représentative, c'est-à-dire l'héroïne vertueuse et angélique d'un monde rassurant et romantique, dépourvu de nuages et de drames.
Son succès se poursuit avec la comédie Dora Nelson (1940) de Mario Soldati, puis grâce à des films comme Une aventure romantique (1940), L'Ombre du passé (1942), tous deux réalisés par son mari, Un coup de pistolet (1942) de Renato Castellani et Le Voyageur de la Toussaint (1943) de Louis Daquin, elle prouve sa capacité à aborder également des rôles dramatiques, mais, après la fin de la Seconde Guerre mondiale, la chute du régime fasciste et son divorce d'avec Camerini, sa renommée s'étiole très rapidement. Après sa liaison avec le réalisateur romain, les relations avec Jacob Pelster, Tony Habib et Roberto Rossellini se succèdent.
L'un des épisodes les plus emblématiques de son apogée est sa rencontre avec Adolf Hitler, décrit par Assia Noris comme un bonhomme de neige au nez, à la moustache et aux yeux fourbes, qui, entre deux postillonages sur son visage, lui a demandé de jouer pour la Universum Film AG (la plus importante société cinématographique allemande de l'époque), mais a reçu une réponse négative embarrassée. Son comportement, qui suscite l'étonnement des Italiens, inclut une apparition provocante et inhabituelle dans un costume deux pièces à l'époque, tandis que certaines de ses attitudes, considérées comme non conformes à l'« éthique du régime », lui valent non seulement des reproches constants de la part du ministère de la Culture populaire et du ministre Gaetano Polverelli (it), mais aussi l'expulsion vers l'Allemagne.
Après la guerre, Assia Noris s'est essayée au théâtre et a également joué dans quelques films à l'étranger, avec des résultats plutôt décevants. Après une quinzaine d'années d'absence, elle fait un retour surprise en 1965 dans le film La Célestine de Carlo Lizzani, mais ne parvient pas à retrouver son succès d'antan et quitte définitivement le monde du spectacle.
Elle meurt en 1998 à Sanremo, où elle vivait depuis des décennies, après avoir été hospitalisée à la suite d'une maladie : elle est enterrée au cimetière de Valle Armea.

## Filmographie

### Actrice de cinéma

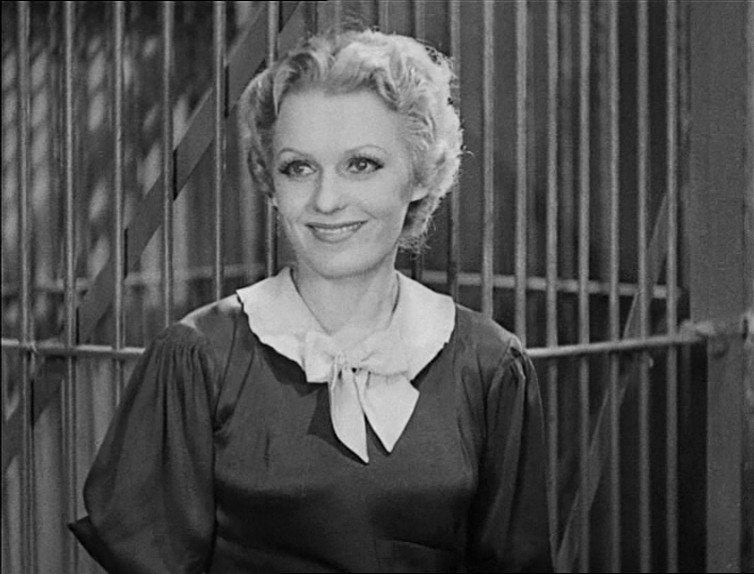
Assia Noris dans Je donnerai un million (1935).

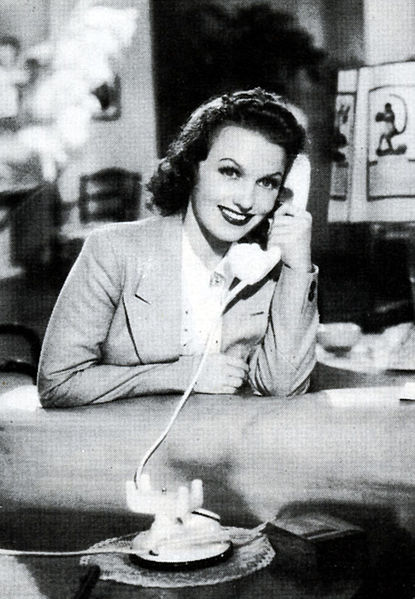
Assia Noris dans La Maison du péché (1938).

- 1932 : Trois Hommes en habit (Tre uomini in frak) de Mario Bonnard : l'Américaine
- 1933 : La signorina dell'autobus (it) de Nunzio Malasomma
- 1933 : Ève cherche un père de Mario Bonnard
- 1934 : Giallo de Mario Camerini
- 1935 : La Marche nuptiale de Mario Bonnard : Madame Clozières
- 1935 : Quei due de Gennaro Righelli
- 1936 : L'uomo che sorride de Mario Mattoli : Adriana
- 1936 : Ma non è una cosa seria  de Mario Camerini : Loretta
- 1936 : Je donnerai un million (Darò un milione)  de Mario Camerini : Anna
- 1936 : Mayerling d'Anatole Litvak : la cousine de Marie
- 1936 : Una donna tra due mondi de Goffredo Alessandrini : Daisy Atkins
- 1937 : Monsieur Max (Il signor Max) de Mario Camerini : Lauretta
- 1937 : Nina, non far la stupida (it) de Nunzio Malasomma : Corallina
- 1937 : Maman Colibri de Jean Dréville
- 1937 : Allegri masnadieri (it) de Marco Elter
- 1938 : Voglio vivere con Letizia (it) de Camillo Mastrocinque : Letizia
- 1938 : La Maison du péché (La casa del peccato) de Max Neufeld : Renata
- 1939 : Batticuore de Mario Camerini : Arlette / La baronesse Dvorak
- 1939 : Les Grands Magasins (Grandi magazzini) de Mario Camerini : Lauretta Corelli
- 1940 : Dora Nelson de Mario Soldati : Dora Nelson / Pierina Costa
- 1940 : Centomila dollari de Mario Camerini : Lily Zilay
- 1940 : Une aventure romantique (Una romantica avventura) de Mario Camerini : Anna à 40 ans / Annetta à 20 ans / Angioletta, la fille
- 1941 : Con le donne non si scherza (it) de Giorgio Simonelli : Eva
- 1941 : Luna di miele (it) de Giacomo Gentilomo : Nicoletta
- 1942 : Margherita fra i tre (it) d'Ivo Perilli : Margherita Villauri / Rita / Marga / Greta
- 1942 : Un coup de pistolet (Un colpo di pistola) de Renato Castellani : Mascia
- 1942 : L'Ombre du passé (Una storia d'amore) de Mario Camerini : Anna Roberti
- 1943 : Le Voyageur de la Toussaint (Il viaggiatore d'Ognissanti) de Louis Daquin : Colette Mauvoisin
- 1943 : Le Capitaine Fracasse d'Abel Gance : Isabelle / Isabella
- 1943 : Una piccola moglie (it) de Giorgio Bianchi : Lauretta
- 1945 : I dieci comandamenti de Giorgio Walter Chili, segment Non rubare
- 1945 : Che distinta famiglia! (it) de Mario Bonnard : l'actrice
- 1950 : La Pécheresse blanche (it) (Aminah) de Goffredo Alessandrini
- 1965 : La Célestine (La Celestina P... R...) de Carlo Lizzani : Celestina

### Scénariste de cinéma
- 1965 : La Célestine (La Celestina P... R...) de Carlo Lizzani